# Chrysocraspeda rosina
Chrysocraspeda rosina là một loài bướm đêm trong họ Geometridae.